# Allocosa laetella
Allocosa laetella är en spindelart som först beskrevs av Embrik Strand 1907.  Allocosa laetella ingår i släktet Allocosa och familjen vargspindlar. Inga underarter finns listade i Catalogue of Life.